# Prins Aage
Prins Aage, Greve af Rosenborg (født Prins til Danmark 10. juni 1887 i København, død 29. februar 1940 i Taza, Marokko) var en dansk prins, der var søn af Prins Valdemar og barnebarn af kong Christian 9.
Prins Aage var officer og gjorde karriere i den franske Fremmedlegion. Da han giftede sig under sin stand i 1914, mistede han sin arveret til tronen og fik som den første titlen greve af Rosenborg.

## Tidlige liv
Prins Aage blev født den 10. juni 1887 i Det Gule Palæ i København som Prins Aage Christian Alexander Robert til Danmark. Han var ældste søn af prins Valdemar og prinsesse Marie af Orléans og dermed barnebarn af kong Christian 9.
Aage voksede op i Det Gule Palæ tæt ved Amalienborg og på Bernstorff Slot i Gentofte. Sammen med sine søskende fik han en meget fri og utvungen opdragelse, tilskyndet af sin mor, prinsesse Marie. Han var kendt for at være en eventyrlysten person.

## Ægteskab
Prins Aage giftede sig 1. februar 1914 i Torino med Matilda Calvi di Bergolo (1885-1949). Ægteskabet var ikke morganatisk, men prins Aage måtte i forbindelse med sit ægteskab frasige sig sin titel som Prins til Danmark og blev strøget fra den danske tronfølge. I stedet fik han som den første titlen greve af Rosenborg, men beholdt prinsetitlen.
I ægteskabet blev der født én søn, grev Valdemar af Rosenborg (1915-1995).

## Karriere i hæren
I 1909 kom prins Aage ind i hæren, og i 1913 blev han udnævnt til sekondløjtnant. Samme år var han militær observatør hos de græske styrker, der kæmpede mod bulgarerne, og under 1. verdenskrig tilbragte han et år i Italien, hvor han også fungerede som observatør. Efter krigen tilbragte han nogen tid i USA og også i Frankrig, (hvor han lærte fransk), inden han vendte tilbage til Danmark og Den Kongelige Livgarde. Her var han en vellidt og populær officer, og han blev udnævnt til kaptajn i 1919. Han blev senere af garderforeningen i København udnævnt til æresmedlem.

I 1922 mistede prins Aage en formue som følge af Landmandsbankens krak. Dengang kunne en officer i forsvaret ikke leve af den løn, han fik, og prins Aage anmodede derfor om tilladelse fra kong Christian 10. til at trække sig tilbage fra hæren og melde sig ind i Fremmedlegionen.

## Tiden i Fremmedlegionen
Den 28. december 1922 meldte prins Aage sig til Fremmedlegionen med tilladelse fra Kongen, og efter forhandlinger mellem den danske og franske regering skulle prins Aage udnævnes til kaptajn i legionen. Ligesom i Den Kongelige Livgarde blev prins Aage en populær officer. På et tidspunkt lånte en sergent med mere end 25 års tjeneste bag sig en sum penge, som han ikke betalte tilbage. Legionæren undskyldte senere i et brev, som blev fundet, efter at han havde begået selvmord på grund af skammen, at have stjålet fra prinsen.
Aage kom allerede i kamp mod berberstyrkerne et halvt år efter, at han havde meldt sig ind i legionen, dvs. fra maj til juni 1923 (Se Marokkos historie). Hans kompagni bestod af folk fra alle sociale lag og kom fra otte forskellige nationaliteter. Det skete i Meknes i det nordlige Marokko, hvor Fremmedlegionen var i aktiv kamp imod oprørsstyrkerne, og hvor han modtog det franske Croix de Guerre, efter at han var blevet skudt i det venstre lår.
Den 24. maj 1924 blev han tildelt kommandoen over et beredent kompagni, og i slutningen af 1924 avancerede han til efterretningsofficer. I april 1925 havde Abdel Krims styrker slået spanierne og begyndte at angribe franske poster, og dér havde prins Aage meldt sig til tjeneste i den franske kommando, hvor han virkede som stabschef, sideløbende med at han deltog i aktiv kamp.
Fra maj 1923 til sommeren 1925 var han i kamp mod en eller flere stammegrupper. Han deltog samtidig i de hårdeste kampe mod Abdel Krims styrker, i undsætningsaktioner og i tilfangetagelsen af Abdel Krims oprørsenheder.

## Prins Aages senere liv
Aage opnåede i de 17 år, han var i Fremmedlegionen, rang af oberstløjtnant, og han blev dekoreret med Æreslegionen.
Han skrev i 1927 en bog på engelsk om sine oplevelser i Fremmedlegionen med titlen: A royal adventurer som samme år blev oversat til dansk med titlen: Tre Aars Kampe i Fremmedlegionen.
Prins Aage døde 29. februar 1940 i Taza i Marokko. Dødsårsagen var lungehindebetændelse (pleuresi). Han bad i sit testamente om, at han måtte blive begravet på legionens kirkegård i Sidi-bel-Abbes, Algeriet. Her lå han indtil 1962. Algeriet var blevet selvstændigt, og Fremmedlegionen flyttede i stedet hovedkvarteret til Aubagne ved Marseille. I den forbindelse medtog man de jordiske rester af tre mænd, der skulle repræsentere fremmedlegionærerne, de franske officerer og de udenlandske officerer, der blev efterladt i Sidi-bel-Abbes. Prins Aage repræsenterer de udenlandske officerer. En tysk fremmedlegionær ved navn Zimmermann, der blev dræbt den 11. august 1961 i netop Sidi-bel-Abbes, repræsenter legionærerne, og general Rollét, der betragtes som den moderne Fremmedlegions skaber, repræsenterer de franske officerer.
I dag ligger legionens kirkegård i den sydfranske by Puyloubier, og man kan stadig se prins Aages, legionær Zimmermans og general Rolléts grave.

## Fakta
- Prins Aages mor, prinsesse Marie, var barnebarn af den franske kong Louis-Philippe, som havde stiftet Fremmedlegionen i 1831.

- Officerer i forsvaret, kunne i 1920'erne ikke leve af den løn, de fik. Det var først i 1960'erne, at officerer kom ind i den fællesakademiske lønramme, sådan at de fik en rimelig løn. Datidens danske officerer kunne kun leve af den løn de fik, hvis de kom fra velhavende familier, eller hvis de giftede sig til penge.

- Officerer, som ikke var velhavende, måtte søge ind i Fremmedlegionen eller de belgiske kolonistyrker, der var de eneste steder, man kunne opnå en rimelig løn.

## Citater
Fra bogen Tre aars kampe i Fremmedlegionen.
"Det havde i Drengeaarene været mit stille Haab engang at blive Soldat i Legionen. De Danskere, der gaar Soldatervejen, har i lang Tid haft meget ringe Lejlighed til at se Krig paa nært Hold, og mange Officerer med Anlæg for Eventyr har derfor forsøgt at opnaa dette ved at søge Tjeneste i andre Landes Hære." Prins Aage hørte om legionen allerede som 14-årig, da en løjtnant besøgte hans familie og fortalte om den.
"Livet i et garderegiment kan være fornøjeligt nok for nogen tid, men efterhånden bliver man træt af den ensformige tjeneste og den formelle art. Jeg længtes efter at komme ud og høste erfaringer i det kald, jeg elskede."

## Titler, prædikater og æresbevisninger

### Titler og prædikater fra fødsel til død
- 1887 – 1914: Hans Kongelige Højhed Prins Aage til Danmark
- 1914 – 1940: Hans Højhed Prins Aage, Greve af Rosenborg

### Æresbevisninger

#### Danske dekorationer
- Danmark: Ridder af Elefantordenen (R.E.)  (1905)

#### Udenlandske dekorationer
- Belgien: Storkors af Leopold II's Orden (B.L.II.1.)
- Sverige: Ridder af Serafimerordenen (S.Sph.)  (1913)[3]